# Linepithema impotens
Linepithema impotens är en myrart som först beskrevs av Santschi 1923.  Linepithema impotens ingår i släktet Linepithema och familjen myror. Inga underarter finns listade i Catalogue of Life.